# .xxx
.xxx‏ یک دامنه سطح بالای حمایت شده (sTLD) که به عنوان یک گزینه داوطلبانه برای سایت‌های پورنوگرافی در اینترنت در نظر گرفته شده‌است. سازمان حمایت‌کننده یک بنیاد بین‌المللی است به منظورپاسخگویی آنلاین (IFFOR). همچنین یک دامنهٔ اینترنتی عام می‌باشد که در سیستم دامنه‌ای اینترنت مورد استفاده قرار می‌گیرد.